# Sterling Airlines

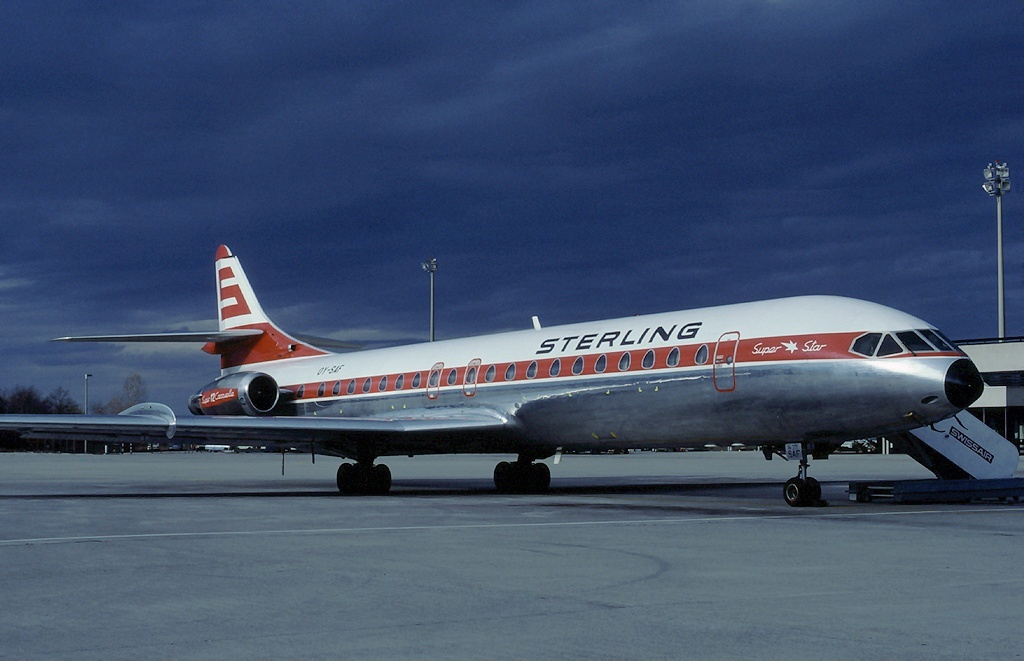
Sud Aviation Caravelle в 1981 році

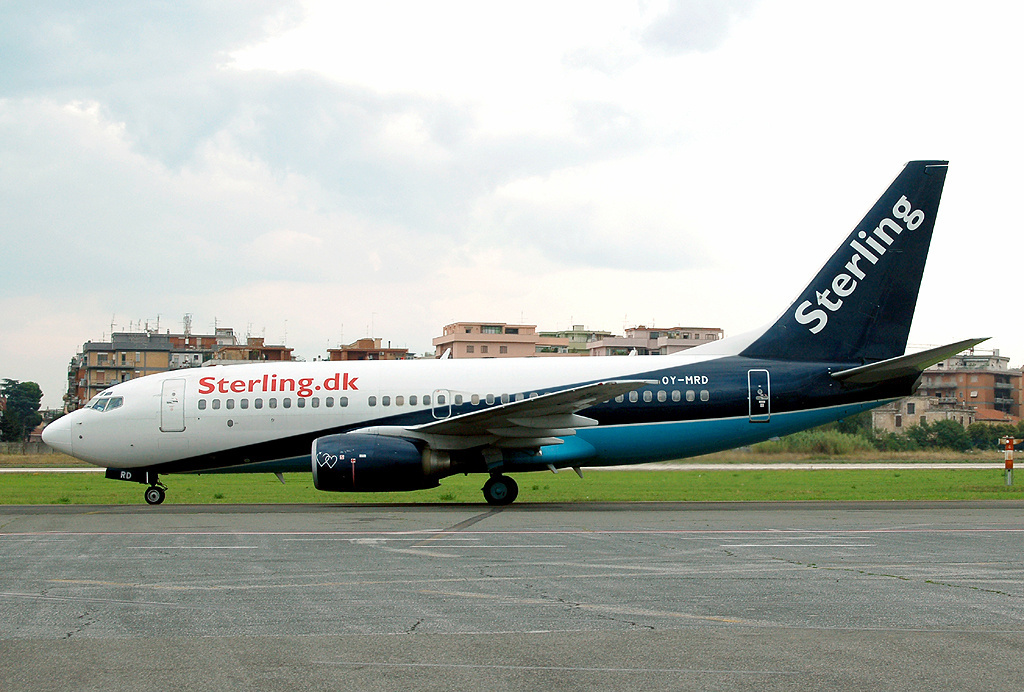
Boeing 737-700 у 2006 році

Sterling Airlines A/S — нині неіснуюча данська бюджетна авіакомпанія, що базувалася у копенгагенському аеропорту Каструп. Вона з'явилася у вересні 2005 року шляхом злиття двох данських авіакомпаній — Sterling European Airlines і Maersk Air, куплених ісландською інвестиційною групою Fons Eignarhaldsfélag декількома місяцями раніше. Через місяць після злиття Sterling Airlines була викуплена компанією FL Group. У грудні 2006 року Sterling була знову перепродана, на цей раз компанії Nordic Travel Holding.
29 жовтня 2008 року Sterling оголосила про банкрутство і припинила перевезення. На кінець 2005 року Sterling Airlines мав штат 1600 співробітників і 29 літаків, будучи майже вдвічі більше, ніж Icelandair. Вона здійснювала польоти приблизно до 40 міст Європи.

## Історія
Історія авіакомпанії Maersk Air — в окремій статті
Sterling Airlines веде свою історію з 1962 року, коли Еліф Крогарер, засновник данської туристичного агентства Tjæreborg запустив чартерну авіакомпанію Sterling Airways з двома старими літаками Douglas DC-6B, куплених у Swissair для забезпечення власних туристичних перевозок зі Скандинавії до Середземномор'я. У 1965 році Sterling одержала свій перший літак Caravelle, і в 1968 році вийшла з Tjæreborg Group, почавши перевезення для інших турагентств.
В 1987 році компанія відзначила свій 25-річний ювілей з 19 літаками і майже 1300 осіб персоналу, але через кілька років, в 1993 році, Sterling Airways стала банкрутом. У 1994 році компанія відновилася під назвою Sterling European Airlines, з трьома літаками і персоналом 182 чоловік.
В 1996 році European Airlines була викуплена норвезької транспортної компанією Fred. Olsen.
У 2000 році Sterling почала регулярні перевезення в Малагу і Аліканте. У 2003 році Sterling розширила свій флот до 8 літаків — в тому ж році було перевезено 1,3 мільйона пасажирів, що на 40 % більше, ніж у 2002 році. У 2004 році флот виріс до 12 судів.
У березні 2005 року, Fred. Olsen продав авіакомпанію ісландської інвестиційній групі Fons Eignarhaldsfélag, яка володіла тоді маленькою авіакомпанією Iceland Express (її керуючий директор Альмар Йорн Хільмарссон був призначений директором для Sterling. У червні того ж року Fons Eignarhaldsfélag купила Maersk Air у A. P. Moller-Maersk Group і оголосила про злиття двох своїх нових перевізників в єдину авіакомпанію Sterling Airlines A/S. Вона стала четвертою за величиною європейською бюджетною авіакомпанією, і всього через місяць після появи була продана групі FL Group. У грудні 2006 року FL Sterling Group продала компанії Northern Travel Holding
29 жовтня 2008 року компанія була оголошена банкрутом через зростання цін на авіапаливо в першій половині 2008 року та ісландського фінансової кризи 2008 року, що підкосило її основних інвесторів. Весь флот був негайно залишений на землі .

## Флот

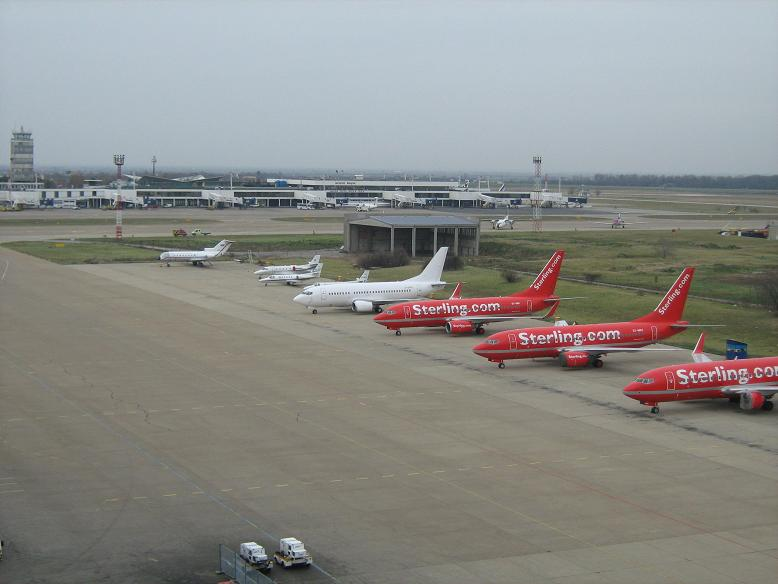
Кілька літаків Boeing 737 Sterling Airlines в аеропорту Белградському

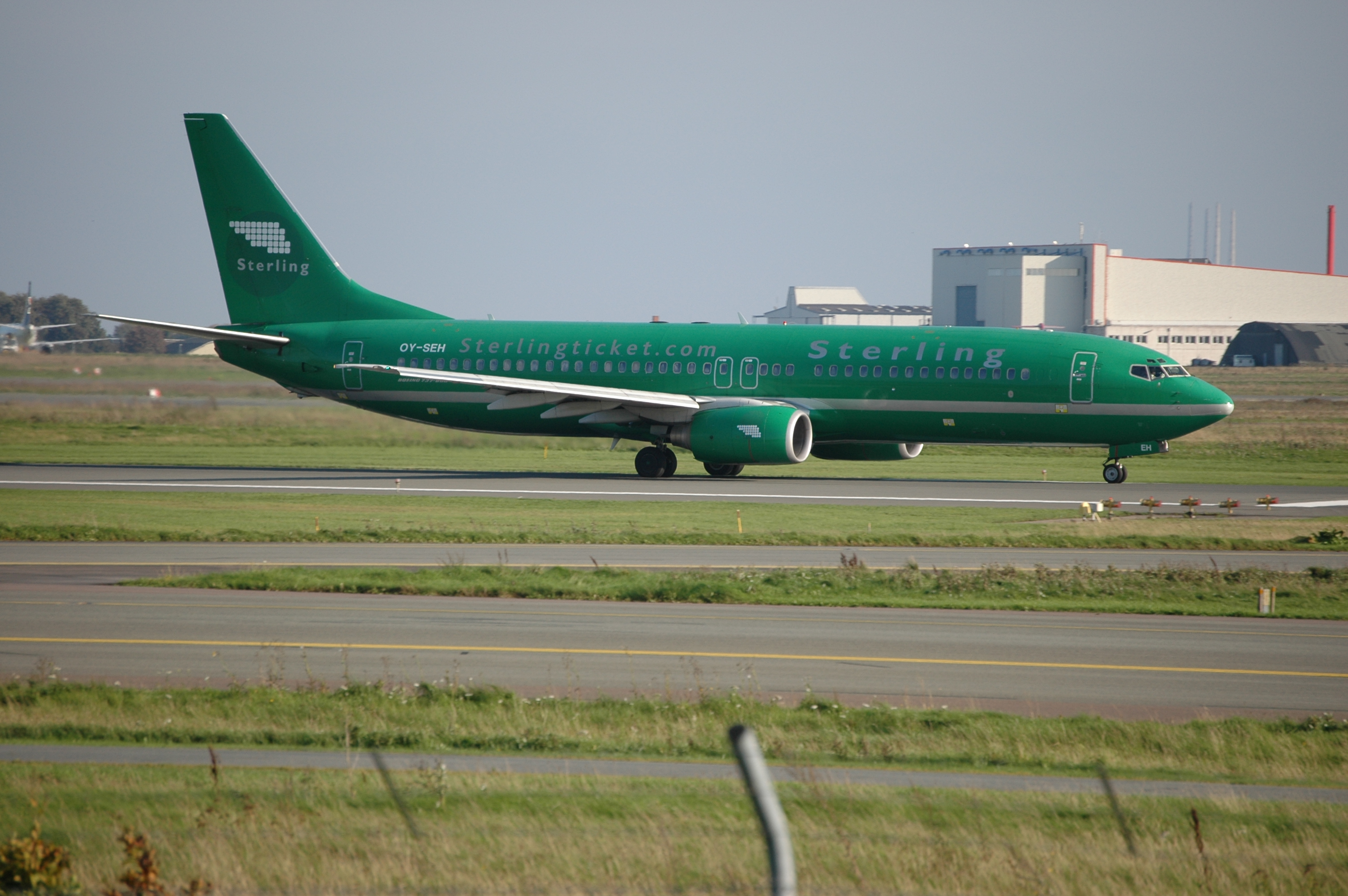
Boeing 737-800

29 жовтня 2008 року Sterling оголосила про банкрутство, весь флот залишився на землі. Кілька літаків зберігаються в Сербії — в Белградському аеропорту імені Ніколи Тесла (5 Boeing 737-700 і 2 Boeing 737-800) і в сусідньому белградському аеропорту Батайніца (4 Boeing 737-700).

Флот Sterling Airlines на жовтень 2008 року складався з наступних судів: